# Friedrich Wilhelm von Götzen l'Ancien
Friedrich Wilhelm baron von Götzen l'Ancien (né le 20 mai 1734 à Grünthal dans le marche de Brandebourg et mort le 15 mars 1794 à Glatz) est adjudant général de Frédéric le Grand et gouverneur du comté de Glatz.

## Origine
Ses parents sont l'administrateur royal du district prussien Karl Ludwig von Götzen (né le 14 avril 1697 et mort le 22 mai 1746) – seigneur héréditaire de Gründel, Kraatz et Tempelfelde – et son épouse Juliane Charlotte von Sydow (de) (née le 11 février 1694 et mort le 12 décembre 1758) de la branche de Sydow. Le général Karl Ludwig von Goetzen (de) est son frère.

## Biographie
Frédéric-Guillaume von Götzen l'Ancien est issu de la lignée protestante de la famille von Götzen, qui est encore basée à cette époque dans la marche de Brandebourg. À l'âge de 16 ans, il rejoint le bataillon de la Garde. Après s'être distingué à la bataille de Leuthen, le roi le nomme adjudant, poste qu'il occupe pendant 25 ans. En 1762, il reçoit l'Ordre pour le mérite.
Après l'extinction de la branche catholique silésienne des comtes de Götzen en ligne masculine avec Johann Joseph (Leonhard) von Götzen en 1771 et la chute du comté de Glatz à la Prusse après la paix de Hubertusbourg en 1763, les fiefs de Scharfeneck, Rudelsdorf, Nieder-Walditz et une partie de Tuntschendorf reviennent au roi Frédéric le Grand en tant que fief vacant. Il le donne à son adjudant général, Friedrich Wilhelm von Götzen l'Ancien de la lignée protestante, qui aurait sauvé son roi de la captivité lors de la bataille de Kunersdorf. Il le nomme également gouverneur du comté de Glatz. En mariant ses filles aux comtes Stillfried et Magnis, il entra en contact étroit avec la noblesse vivant dans le comté.

## Famille
Frédéric-Guillaume von Götzen l'Ancien se marie d'abord avec Christine Dorothea Louise von Holwede, veuve du comte Friedrich August Wilhelm von Mellin (né le 20 octobre 1729 et mort le 27 décembre 1783). Ce mariage donne naissance aux enfants suivants :
- Louise (1763–1848) – épouse en 1785 le comte impérial catholique et fondateur de la lignée d'Eckersdorf des comtes impériaux de Magnis, Anton Alexander von Magnis (de)
- Elisabeth (1765–1802) – épouse le comte Johann Joseph II von Stillfried und Rattonitz (de) (1762–1805) à Neurode en 1789
- Friedrich Wilhelm le Jeune (1767–1820), lieutenant général et gouverneur de Silésie
- Adolf Sigismund (mort le 29 novembre 1847), célibataire, lieutenant dans le régiment de dragons von Katte (de), directeur régional. Hérite de la seigneurie de Scharfeneck après la mort de son père ; acquiert le domaine de Tscherbeney (de) avec son frère Friedrich Wilhelm en 1818
- Auguste (mort en 1813 à Breslau), célibataire

Après la mort de Louise, il épousa pour la seconde fois la comtesse Friederike von Reichenbach-Goschütz (1759–1841). Ce mariage donne naissance aux enfants suivants :
- Wilhelmine (née le 16 août 1789) – mariée le 28 septembre 1825 au conseiller privé impérial et lieutenant-maréchal August Pecaduc, baron von Herzogenberg[4]
- Curt (Friedrich Wilhelm Gottlieb Heinrich) von Götzen (né le 17 juillet 1791 et mort le 5 février 1863 à Görlitz), ancêtre de la lignée prussienne ultérieure. Il se marie plusieurs fois[5],[6] :

le 2 octobre 1816 (divorcée) avec la comtesse Henriette Charlotte Luise Mathilde von Reichenbach-Goschütz (née le 15 février 1799 et morte le 10 avril 1858), fille de Heinrich Leopold von Reichenbach-Goschütz
le 9 octobre 1834 Molly Virginie Frederike Masseli (née le 7 février 1809 et morte le 29 mars 1872) fille du conseiller royal prussien de justice et de commission Cajetan Masseli et de Wilhelmine Rittler
Frédéric-Guillaume, Adolf Sigismond et Curt von Götzen sont élevés au rang héréditaire de comtes par le roi Frédéric-Guillaume II peu après la mort de leur père en 1794.